# عملية ابن آوى
عملية ابن آوى (Operation Jackal) والمعروفة أيضا باسم عملية فجر يونيو كانت هجوما في حرب البوسنة والهرسك بين الجيش الكرواتي ومجلس الدفاع الكرواتي ضد جيش جمهورية صرب البوسنة في الفترة من 7 إلى 26 يونيو 1992. كان الهجوم بمثابة ضربة استباقية كرواتية ضد جيش جمهورية صرب البوسنة والهرسك الذي تم تشكيله في مايو 1992 من وحدات جيش يوغوسلافيا الشعبي التي كانت متمركزة في البوسنة والهرسك. نتجت العمليات الهجومية للجيش الكرواتي على جيش يوغوسلافيا الشعبي في أبريل ومايو 1992 عن الاستيلاء على كوبرس وجزء كبير من وادي نهر نيريتفا جنوب موستار التي كانت تهدف إلى الاستيلاء على ميناء بلوتشي الكرواتي أو تهديده وربما سبليت. لمواجهة هذا التهديد نشرت القيادة الكرواتية الجيش الكرواتي تحت قيادة فريق أول (رتبة عسكرية) يانكو بوبيتكو على «الجبهة الجنوبية» بما في ذلك المنطقة التي كان من المقرر إجراء عملية ابن آوى فيها.
كان الهجوم أول هزيمة كبيرة لصرب البوسنة في الحرب ووضع الجيش الكرواتي في وضع مناسب لصد جيش جمهورية صرب البوسنة وبقايا جيش يوغوسلافيا الشعبي الذين يشغلون مواقع شمال وشرق دوبروفنيك. أعاد الجيش الكرواتي فيما بعد تأسيس الروابط البرية مع المدينة التي كانت تحت حصار من قبل جيش يوغوسلافيا الشعبي منذ أواخر عام 1991. أسفر الهجوم عن انتصار الجيش الكرواتي ومجلس الدفاع الكرواتي والاستيلاء على ما يقرب من 1800 كيلومتر مربع (690 ميل مربع) من الأراضي في وحول موستار وستولاك.

## الخلفية
في أغسطس 1990 حدثت انتفاضة صربية في كرواتيا تركزت على المناطق النائية الدلماسية حول مدينة كنين أجزاء من مناطق ليكا وكوردون وبانوفينا وكذلك في المستوطنات في شرق كرواتيا التي تضم عدد كبير من السكان الصرب. تم تسمية المناطق فيما بعد باسم جمهورية كرايينا الصربية. أعلنت جمهورية صرب البوسنة بدعم من صربيا عزمها على الاندماج مع صربيا وشجبت من قبل حكومة كرواتيا باعتبارها تمردا. تصاعدت التوترات وبحلول مارس 1991 اندلعت حرب الاستقلال الكرواتية. مع تفكك يوغوسلافيا في يونيو 1991 أعلنت كرواتيا استقلالها الذي أصبح رسميا في 8 أكتوبر بعد تعليق لمدة ثلاثة أشهر. ثم بدأت جمهورية كرايينا الصربية حملة تطهير عرقي ضد المدنيين الكروات وطُرد معظم غير الصرب بحلول أوائل عام 1993.
في مايو 1991 تم تشكيل الحرس الوطني الكرواتي الذي أعيدت تسميته لاحقا بالجيش الكرواتي في نوفمبر نتيجة الدعم المتزايد لجمهورية كرايينا الصربية من جيش يوغوسلافيا الشعبي وعجز الشرطة الكرواتية للتعامل مع الوضع. تعرقل إنشاء الجيش الكرواتي بسبب حظر توريد الأسلحة الذي فرضته الأمم المتحدة في سبتمبر. شهدت الأشهر الأخيرة من عام 1991 أعنف قتال في الحرب بلغ ذروته في معركة الثكنات وحصار دوبروفنيك ومعركة فوكوفار.
في يناير 1992 تم التوقيع على اتفاقية سراييفو من قبل ممثلي كرواتيا وجيش يوغوسلافيا الشعبي والأمم المتحدة وتمت الدعوة لوقف إطلاق النار. بعد سلسلة من عمليات وقف إطلاق النار الفاشلة تم نشر قوة الحماية التابعة للأمم المتحدة في كرواتيا للإشراف على الاتفاقية والمحافظة عليها. انتقل الصراع إلى حد كبير إلى مواقف راسخة وسرعان ما انسحب جيش يوغوسلافيا الشعبي من كرواتيا إلى البوسنة والهرسك حيث كان من المتوقع اندلاع صراع جديد.
مع انسحاب جيش يوغوسلافيا الشعبي من كرواتيا بعد قبول خطة فانس وبدء تنفيذها تم نقل 55000 من الضباط والجنود المولودين في البوسنة والهرسك إلى جيش صرب البوسنة والهرسك الجديد والذي تم تغيير اسمه لاحقا جيش جمهورية صرب البوسنة. أعقبت إعادة التنظيم إعلان جمهورية البوسنة والهرسك الصربية في 9 يناير 1992 قبل استفتاء 29 فبراير - 1 مارس 1992 على استقلال البوسنة والهرسك. سيتم الاستشهاد بهذا الإعلان لاحقا كذريعة لحرب البوسنة والهرسك. بدأ صرب البوسنة في تحصين العاصمة سراييفو ومناطق أخرى في 1 مارس. في اليوم التالي سُجلت أولى الوفيات في الحرب في سراييفو ودوبوي. في الأيام الأخيرة من شهر مارس قصف جيش صرب البوسنة بالمدفعية بوسانسكي برود ورسم معبرا حدوديا من قبل اللواء 108 التابع للجيش الكرواتي ردا على ذلك. في 4 أبريل بدأت مدفعية جيش يوغوسلافيا الشعبي بقصف سراييفو. واجه جيش يوغوسلافيا الشعبي وجيش جمهورية صرب البوسنة في البوسنة والهرسك جيش جمهورية البوسنة والهرسك ومجلس الدفاع الكرواتي حيث قدمت تقاريرها إلى الحكومة المركزية التي يهيمن عليها البوسنيون والقيادة الكرواتية البوسنية على التوالي وكذلك الجيش الكرواتي والتي تدعم أحيانا عمليات مجلس الدفاع الكرواتي.

## المقدمة

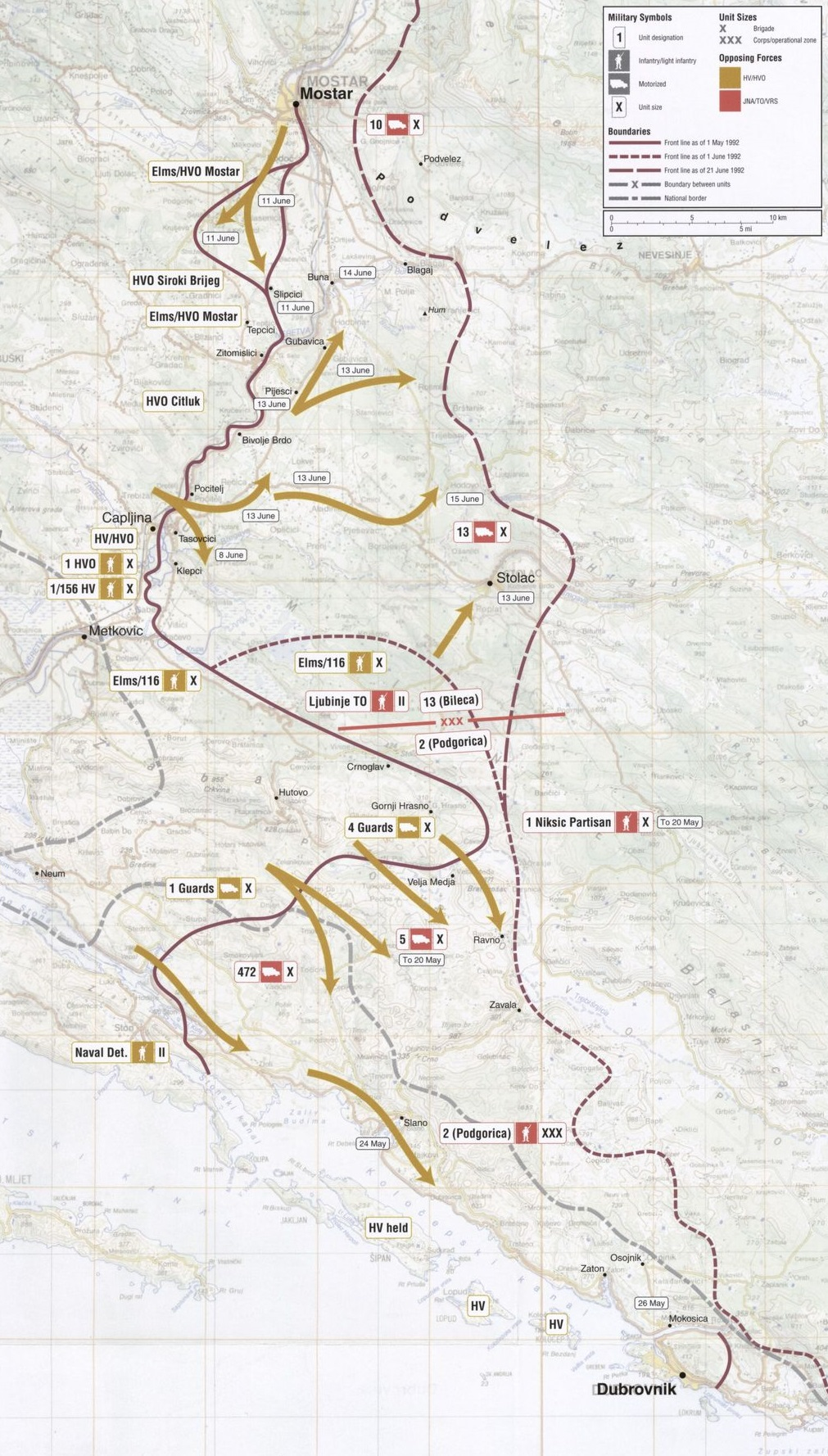
خريطة عملية ابن آوى.

في أبريل 1992 جدد جيش يوغوسلافيا الشعبي العمليات الهجومية ضد الجيش الكرواتي ومجلس الدفاع الكرواتي في مناطق غرب وجنوب الهرسك بالقرب من كوبريس واستولاك. نشرت المنطقة العسكرية الثانية التابعة لجيش يوغوسلافيا الشعبي بقيادة العقيد ميلوتين كوكانياس عناصر من فيلق بانيا لوكا الخامس وفيلق كنين التاسع في منطقة كوبرس واستولت على المدينة من الجيش الكرواتي ومجلس الدفاع الكرواتي بشكل مشترك للدفاع عن المنطقة في معركة كوبريس عام 1992 في 7 أبريل وتهديد ليفنو وتوميسلافغراد في الجنوب الغربي. استخدمت المنطقة العسكرية الرابعة التابعة لجيش يوغوسلافيا الشعبي بقيادة فريق أول بافلي ستروغار فيلق بيليتا الثالث عشر وفيلق تيتوغراد الثاني للاستيلاء على ستولاتش ومعظم الضفة الشرقية لنهر نيريتفا جنوب موستار. بدأ القتال حول موستار وجيش يوغوسلافيا الشعبي بالهجمات المدفعية على المدينة في 6 أبريل مع تعرض بلدة شيروكي برييغ لهجوم من قبل القوات الجوية اليوغوسلافية في 7-8 أبريل. في حين فشل الهجوم الكرواتي في 9 أبريل في الاستيلاء على مطار يسيطر عليه جيش يوغوسلافيا الشعبي في موستار استولت قوات الدفاع الإقليمية الصربية البوسنية على محطتين لتوليد الطاقة الكهرومائية بالقرب من نهر نيريتفا ودفع جيش يوغوسلافيا الشعبي قوة الجيش الكرواتي ومجلس الدفاع الكرواتي من ستولاتش في 11 أبريل سابليينا 25 كيلومترا (16 ميلا) جنوب غرب موستار تعرضت لهجمات متقطعة بالمدفعية والجوية لجيش يوغوسلافيا الشعبي. تم ترتيب وقف إطلاق النار في 7 مايو لكن جيش يوغوسلافيا الشعبي وقوات صرب البوسنة استأنفوا الهجوم في اليوم التالي. نجح الهجوم في الاستيلاء على جزء كبير من موستار وبعض الأراضي على الضفة الغربية لنهر نيريتفا. في 12 مايو اكتمل نقل قوات جيش يوغوسلافيا الشعبي المتمركزة في البوسنة والهرسك إلى جيش جمهورية يوغوسلافيا الاتحادية وانسحبت تلك الوحدات التي لم يتم نقلها إلى جيش جمهورية يوغوسلافيا الاتحادية من البوسنة والهرسك إلى جمهورية يوغوسلافيا الاتحادية المُعلن عنها حديثا.
في حين خطط جيش يوغوسلافيا الشعبي للهجوم لاستباق هجوم كرواتي على الأراضي التي يسيطر عليها الصرب رأت كرواتيا هذه التحركات مقدمة لهجمات جيش يوغوسلافيا الشعبي على جنوب كرواتيا على وجه التحديد استهدفت ميناء بلوتشي وربما سبليت. لمواجهة التهديد المتصور نشر الجيش الكرواتي قوات إضافية في المنطقة التي أعيد تسميتها بـ «الجبهة الجنوبية». أعاد الجنرال في الجيش الكرواتي يانكو بوبيتكو المعين لقيادة الجبهة الجنوبية تنظيم هيكل قيادة مجلس الدفاع الكرواتي وتولى قيادة مجلس الدفاع الكرواتي في المنطقة لوقف هجوم جيش يوغوسلافيا الشعبي وجيش جمهورية صرب البوسنة المتوقع واستعادة الأراضي المفقودة على طول نهر نيريتفا. في أواخر مايو شن بوبيتكو هجوما على طول ساحل البحر الأدرياتيكي وفي المناطق النائية مباشرة نحو دوبروفنيك المحاصرة وربطها مع قوة الجيش الكرواتي في المدينة وكسر تطويق جيش يوغوسلافيا الشعبي للمدينة بحلول 1 يونيو. تزامن الهجوم مع انسحاب جيش يوغوسلافيا الشعبي باتجاه مطار دوبروفنيك في كونافلي والمواقع داخل حدود البوسنة والهرسك على بعد 2 إلى 10 كيلومترات (1.2 إلى 6.2 ميل) من الساحل. في 23 مايو استولى الجيش الكرواتي ومجلس الدفاع الكرواتي على جبل هموم جنوب موستار.

## ترتيب المعركة
جهز الجيش الكرواتي ومجلس الدفاع الكرواتي 4670 جنديا لعملية ابن آوى. نشر مجلس الدفاع الكرواتي وحدات مختلفة متمركزة أو مرفوعة في المنطقة معظمها من موستار وسيروكي برييج وسيتلوك. ساهم الجيش الكرواتي في لواء الحرس الرابع وعناصر لواء المشاة 116 ولواء المشاة 156. تم نشر قوات الجيش الكرواتي حول سابليينا للهجوم الرئيسي عبر نهر نيريتفا وعلى الجانب الأيمن من المحور بينما تم نشر قوات مجلس الدفاع الكرواتي على يسارها وكذلك في منطقة سابليينا. يتألف فيلق الهرسك (فيلق بيليشا الثالث عشر التابع لجيش يوغوسلافيا الشعبي سابقا) بقيادة اللواء رادوفان غروباش من اللواءين العاشر والثالث عشر بالإضافة إلى قوات الدفاع الإقليمي في ليوبيني في منطقة موستار وستولاتش.

## الجدول الزمني
بدأت عملية ابن آوى أو عملية فجر يونيو في 7 يونيو 1992. تحركت القوة المهاجمة الجيش الكرواتي ومجلس الدفاع الكرواتي شرقا وشمالا من سابليينا باتجاه ستولاتش وموستار بهدف دفع جيش جمهورية صرب البوسنة للخلف من نهر نيريتفا والاستيلاء على مواقع حول موستار. استولت قوة الجيش الكرواتي ومجلس الدفاع الكرواتي على الهدف الأول للهجوم بلدة تاسوفيتشي الواقعة عبر نهر نيريتفا مقابل سابليينا في 8 يونيو. تم فصل لواء المشاة 156 من الجيش الكرواتي الذي استولى على تاسوفتشي عن القوة المكلفة بمواصلة التقدم للاستيلاء على كليبسي وبريبيلوفتشي لحماية الجناح الأيمن من رأس جسر نيريتفا. احتل لواء المشاة 116 من الجيش الكرواتي وادي نهر نيريتفا جنوب رأس الجسر وشرق ميتكوفيتش.
مع انهيار مواقع فيلق جيش جمهورية صرب البوسنة حول تاسوفيتشي تمكنت القوات المهاجمة من التحرك بسرعة شرقا على طول خط تقدمها المخطط. في 11 يونيو هاجمت قوات مجلس الدفاع الكرواتي في موستار مواقع جيش جمهورية صرب البوسنة على الضفة الغربية لنهر نيريتفا جنوب مدينة موستار لدعم الهجوم الرئيسي. كان التقدم ناجحا على الفور حيث استولى على قرى فاردا وكروسيفو وجاسينيكا وسليبيتشي وجبل أورلوفاك. استولى مجلس الدفاع الكرواتي على ثكنات مهبط الطائرات العمودية  التابعة لجيش يوغوسلافيا الشعبي وجيش جمهورية صرب البوسنة في موستار في نفس اليوم. في 12 يونيو دفع مجلس الدفاع الكرواتي جميع قوات جيش جمهورية صرب البوسنة المتبقية شرقا عبر النهر.
تقدم لواء الهرسك الأول من مجلس الدفاع الكرواتي ولواء المشاة 156 شمال شرق من سابليينا واستولت على قرى بيفولي بردو ولوكفي على بعد عشرة كيلومترات (6.2 ميل) من نقطة عبور نيريتفا. حقق لواء المشاة 116 بقيادة المجموعة التكتيكية 2 المكونة من اللواء وقوات دعم مجلس الدفاع الكرواتي اختراقا سريعا ووصل إلى مشارف ستولاتش على بعد حوالي 20 كيلومترا (12 ميلا) شرق معبر نيريتفا. استمر التقدم باتجاه الشمال الشرقي باتجاه موستار شمالا عبر بيستشي وغوبافيكا ووصل إلى المداخل الجنوبية إلى موستار في 14 يونيو. قامت وحدات مجلس الدفاع الكرواتي التي تهاجم من سابلينا بتأمين ستولاتش من خلال الاستيلاء على مواقع جيش جمهورية صرب البوسنة في هودوفو على بعد حوالي ثمانية كيلومترات (5.0 أميال) شمال ستولاتش في 15 يونيو. في نفس اليوم استولت الكتيبة الرابعة التابعة لمجلس الدفاع الكرواتي في موستار على ثكنات المخيم الشمالي لجيش يوغوسلافيا الشعبي في موستار بينما استولت عناصر أخرى من مجلس الدفاع الكرواتي في موستار على تل فورتيكا المطل على المدينة. تم توجيه الجزء الأخير من التقدم الشمالي للقوة التي انطلقت من سابليينا عبر قريتي بونا وبلاغاي والتي تم الاستيلاء عليها أيضا في 15 يونيو. من أجل استكمال الارتباط مع وحدات الجيش الكرواتي ومجلس الدفاع الكرواتي المتقدمة تحركت قوات مجلس الدفاع الكرواتي في موستار بدعم من الكتيبة الرابعة للجيش الكرواتي التابعة للواء الحرس الرابع جنوبا من المدينة عبر ياسينيكا. اجتمعت القوتان المتقدمتان في مطار موستار الدولي في 17 يونيو.
دفع الجيش الكرواتي ومجلس الدفاع الكرواتي تماما جيش جمهورية صرب البوسنة من موستار وتقدمت شرقا على طول منحدرات جبل فيليز واستولت على أرض مرتفعة تطل على المدينة بحلول 21 يونيو. دعم جيش جمهورية البوسنة والهرسك الدفع باتجاه الشرق من المدينة فقط في دور ثانوي. على الرغم من أن الخطوط الأمامية لم تتحرك بشكل كبير نحو الشرق إلا أن مدينة موستار كانت آمنة نسبيا من هجمات جيش جمهورية صرب البوسنة المستقبلية. الهجوم انتهى في 26 يونيو عندما استولى مجلس الدفاع الكرواتي على قمة ميردجان غلافا في جبل فيليز.

## ما بعد العملية
استولى الجيش الكرواتي ومجلس الدفاع الكرواتي على ما يقرب من 1800 كيلومتر مربع (690 ميل مربع) من الأراضي خلال عملية ابن آوى والهجمات الداعمة حول موستار بالإضافة إلى تسليم جيش جمهورية صرب البوسنة أول هزيمة كبيرة لهم في حرب البوسنة والهرسك. أزال الهجوم التهديد المباشر الذي شكله جيش يوغوسلافيا الشعبي وجيش جمهورية صرب البوسنة على ميتكوفيتش وحقق الهدف الكرواتي المتمثل في الاستيلاء على المواقع التي كانت مواتية لشن المزيد من الهجمات ضد جيش يوغوسلافيا الشعبي وجيش جمهورية صرب البوسنة التي لا تزال متمركزة بالقرب من دوبروفنيك. كانت عملية المتابعة النمر أول هجوم للجيش الكرواتي لاستغلال نجاح عملية ابن آوى وتحسين المواقع العسكرية الكرواتية على الجبهة الجنوبية بشكل عام ولكن بشكل خاص حول دوبروفنيك. لم يكتسب انتشار مركبات الجيش الكرواتي في البوسنة والهرسك خبرة كبيرة في تنفيذ الهجمات العسكرية واسعة النطاق فحسب ولكنه حرم أيضا قوات جمهورية صرب البوسنة الصربية من فرصة تحقيق نصر حاسم.